# تپه خونچه
تپه خونچه در شهرستان درگز، روستای خونچه واقع شده و این اثر در تاریخ ۲۳ فروردین ۱۳۴۶ با شمارهٔ ثبت ۶۸۰ به‌عنوان یکی از آثار ملی ایران به ثبت رسیده است.